# André Rwisereka
André Kagwa Rwisereka

Link zum Bild

André Kagwa Rwisereka (* 31. Dezember 1949 in Rusenge; † 13. Juli 2010 in Butare) war Vizepräsident und Gründungsmitglied der Demokratischen Grünen Partei Ruandas. Er wurde im Juli 2010 im Vorfeld der Präsidentschaftswahl von Unbekannten ermordet.

## Leben
Rwisereka wurde am 31. Dezember 1949 in Rusenge in Nyaruguru im Süden Ruandas geboren. In den frühen 1960er Jahren ging er als politischer Flüchtling ins Exil in die Demokratische Republik Kongo. Von dort unterstützte Rwisereka führende Mitglieder der Ruandischen Patriotischen Front (RPF) dabei finanzielle Mittel aufzutreiben. Nach der Beendigung des Völkermords an den Tutsi im Jahr 1994 regierte die siegreiche RPF Ruanda. Rwisereka nahm jedoch keine offizielle Position ein. Nach seiner Rückkehr nach Ruanda arbeitete er als Geschäftsmann in Butare. 2009 verließ Rwisereka die RPF und wurde Gründungsmitglied der Demokratischen Grünen Partei Ruandas (DGPR).

## Ermordung
Rwisereka wurde im Juli 2010 ermordet. Zuletzt lebend gesehen wurde er am 13. Juli, als er gegen 1 Uhr morgens seine Bar Sombrero Club in Butare verließ. Dort hatte er sich mit einer Person namens Ntivuguruzwa zum Essen und Trinken getroffen. Laut einem Polizeisprecher kam er danach nicht mehr zu Hause an. Sein Leichnam wurde am 14. Juli in der Nähe eines Flusses in Butare von ortsansässigen Bauern aufgefunden. Der Kopf war beinahe vollständig abgetrennt und zeigte Spuren von Schlägen im Gesicht. Zudem war der linke Arm verletzt und das linke Bein gebrochen. Seine Brust wies Prellungen auf.
Rwisereka hinterließ vier Kinder.

## Reaktionen auf die Ermordung
Nach Auffinden des Leichnams wurde von der Polizei zunächst ein Raubüberfall als möglicher Grund für den Mord vermutet. Ntivuguruzwa wurde als Verdächtiger im Juli 2010 verhaftet. Die Polizei gab finanzielle Streitigkeiten als Motiv an.
Nach eigenen Nachforschungen von Human Rights Watch (HRW) gab es Unstimmigkeiten mit den Angaben von Polizeisprechern:
- Laut der Polizei wurde Rwiserekas Leichnam etwa einen Kilometer von seinem Auto entfernt aufgefunden. Laut HRW waren es drei Kilometer.
- Laut der Polizei wurde am Fundort der Leiche eine große Menge Blut gefunden. Laut HRW war es nur wenig, was darauf hindeuten könnte, dass die Leiche dort vom Tatort aus hintransportiert wurde.
- Laut der Polizei gab der verdächtigte Ntivuguruzwa in der Bar eine falsche Identität an und vermerkte seinen Namen nicht im Hotelregister. Laut HRW gab er seine Identifikationsnummer und vollständigen Namen an.

HRW vermutete mögliche politische Motive und forderte daher am 21. Juli eine unabhängige Untersuchung und Autopsie, was am 24. Juli von der Commonwealth Human Rights Initiative (CHRI) unterstützt wurde. Parteichef Frank Habineza und weitere Oppositionspolitiker wie Victoire Ingabire Umuhoza von der FDU-Inkingi und Theobald Mutarambirwa von der PS-Imberakuri forderten ebenfalls eine unabhängige Untersuchung und die Registrierung ihrer Parteien für die Wahlen im August. Auch der Generalsekretär der Vereinten Nationen Ban Ki-moon sprach sich für eine vollständige Untersuchung des Falls aus.

## Ähnliche Fälle
Einige andere Regierungskritiker wurden 2010 ermordet, überlebten Mordversuche, flohen ins Ausland, wurden verhaftet, nach eigenen Angaben bedroht oder nicht zur Wahl zugelassen:
- Victoire Ingabire Umuhoza von der FDU-Inkingi wurde im April verhaftet.[10]
- Am 19. Juni 2010 wurde der ehemalige General Faustin Kayumba Nyamwasa Opfer eines Mordversuches in Südafrika.
- Am 24. Juni 2010 wurde Jean-Léonard Rugambage, ein Journalist der unabhängigen Zeitung Umuvugizi vor seinem Haus in Kigali erschossen.
- Ebenfalls am 24. Juni 2010 wurde der Parteivorsitzende der Oppositionspartei PS-Imberakuri Bernard Ntaganda verhaftet. Weitere Mitglieder seiner Partei und der FDU-Inkingi wurden am 25. Juni verhaftet. Kandidaten beider Parteien für die Präsidentschaftswahl konnten nicht registriert werden. Die FDU-Inkingi konnte sich nicht als Partei registrieren lassen.
- Es wurde mehrfach vergeblich versucht die DGPR für die Präsidentschaftswahl am 9. August 2010 zu registrieren.[1][11]
- Der Parteichef der DGPR Frank Habineza floh im August 2010 nach Schweden, kehrte einige Jahre später jedoch in Vorbereitung auf die Parlamentswahl im Jahr 2013 wieder nach Ruanda zurück.[12]
- Andere Mitglieder der DGPR gaben an, Drohungen erhalten zu haben.[10]

Die ruandische Regierung bestritt entschieden jegliche Beteiligung an Gewalttaten.